# Conservatoire de musique du Brésil
Pour les articles homonymes, voir CBM.
Le Conservatoire de musique du Brésil (Conservatório Brasileiro de Música, CBM) a été fondé le 2 avril 1936 par Oscar Lorenzo Fernández, Amália Fernandez Conde, Antonieta de Souza, Ayres de Souza, Roberta de Souza Brito et Rossini da Costa Freitas, une équipe de musiciens qui voulaient élargir l'enseignement et la pratique de la musique au Brésil.
Aujourd'hui, le conservatoire, situé à Rio de Janeiro, est un centre universitaire, certifié depuis 2002 par le Ministério da Educação.